# La Arena (Peru)
La Arena ist eine Stadt in der Provinz Piura in der Region Piura im Nordwesten von Peru. Beim Zensus 2017 lag die Einwohnerzahl bei 14.729. 10 Jahre zuvor lag diese bei 14.184. Die Stadt ist Verwaltungssitz des gleichnamigen Distriktes. Im Umkreis der Stadt wird bewässerte Landwirtschaft betrieben.

## Geographische Lage
La Arena liegt in der ariden Küstenwüste Nordwest-Perus auf einer Höhe von 29 m. Die Kleinstadt liegt 18,5 km südsüdwestlich vom Stadtzentrum der Metropole Piura. Zwei Kilometer östlich der Stadt fließt der Río Piura in südliche Richtung. Die Nationalstraße 1N führt von Piura an La Arena vorbei zum weiter südlich gelegenen Sechura.